# 羽根拓也
羽根 拓也（はね たくや、1966年12月20日 - ）は、日本の人材育成プロデューサー。株式会社アクティブラーニングの創業者であり、代表取締役社長を務める。国内外の大手企業、公的機関、教育機関などで能動的人材の育成に取り組む。近年では人材育成の枠組みを超え、新事業構築、産業育成、社会改革など様々な分野でのコンサルティング、プロデュースに従事する。「アクティブラーニング」と「コラボレーション」をキーワードとした地域創生事業である「にっぽんの宝物プロジェクト」では、総合プロデューサーを務める。

## 来歴と人物
奈良県十津川村出身。同志社大学文学部社会学科卒業。日本の塾、予備校で指導後、渡米。サスクェハナ大学、ペンシルベニア大学、ハーバード大学で日本語講師として教鞭をとる。教える傍ら、独自の「学ぶ力」を育成する教育手法を開発。「学ぶ力」を伸ばしてから本来の「教科」を教えるその指導法は、現地の学生から高い評価を受け、1994年、 ハーバード大学より「優秀指導証書(Certificate of Distinction in Teaching)」を授与された。帰国後の1997年、「能動的に、自らの回答を創り出せる人材」の育成に特化した株式会社アクティブラーニングを設立。日本の教育界に「アクティブ・ラーニング」を導入、普及させたパイオニアと言われている。

## 出演

### テレビ
- テレビ東京「ワールドビジネスサテライト」（2006年）

- テレビ東京「日経スペシャル ガイアの夜明け」
  - 故郷よ、生き残れ…～地方改革 自立への苦闘～（2006年9月5日）[4]
  - 全国の農家が競う“絶品”グランプリ！メロン農家の父娘 涙の大逆転劇（2019年10月15日）[5]
- NHK「あさイチ」
  - 子どもの授業が激変!? 2018教育改革最前線（2018年1月10日）[6]

### Webメディア
- 『明日のための』 起業・独立講座 - 「ドリームゲート」にて連載（2009年）
- 日本の人事部 - Interview キーパーソンが語る”人と組織"（2008年3月31日）[7]

## 書籍

### 著書
- 『ジコピー道場 “自己PR"東京で伝説となった就活トレーニング』（共著者:ジコピー委員会）（2004年11月10日、日本実業出版社）ISBN 9784534038258
- 『限界を突破する「学ぶ技術」 いまの自分に満足できないあなたへ』（2004年11月25日、サンマーク出版）ISBN 9784763195586

### 雑誌
- 羽根拓也の「プロフェッショナル」解体新書 - 「日経ビジネスアソシエ」にて連載（2004年、日経BP）
- 独立力養成講座 - リクルート「アントレ」にて連載（2001年 - 2007年）
- Forbes Japan
  - スタートアップ・ムーブメントがここから起きる「SLUSH ASIA」に込められた熱き思い（2015年4月23日）[8]
  - 「日本のスタートアップ x 世界トップクラスの学生」の挑戦（2016年10月5日）[9][10]